# Naczelny rabin
Naczelny rabin – tytuł używany przez zwierzchników religijnej społeczności żydowskiej w danym państwie, rzadziej jego regionie bądź mieście.
Tytułu tego używali i używają także zwierzchnicy rabinów wojskowych w wielu państwach (m.in. armii II Rzeczypospolitej). W wielu krajach działają osobni naczelni rabini dla zwolenników różnych nurtów w łonie judaizmu lub też Żydów o różnym pochodzeniu etnicznym (np. w Izraelu działają osobni naczelni rabini dla Aszkenazyjczyków i Sefardyjczyków).